# マスケットーン

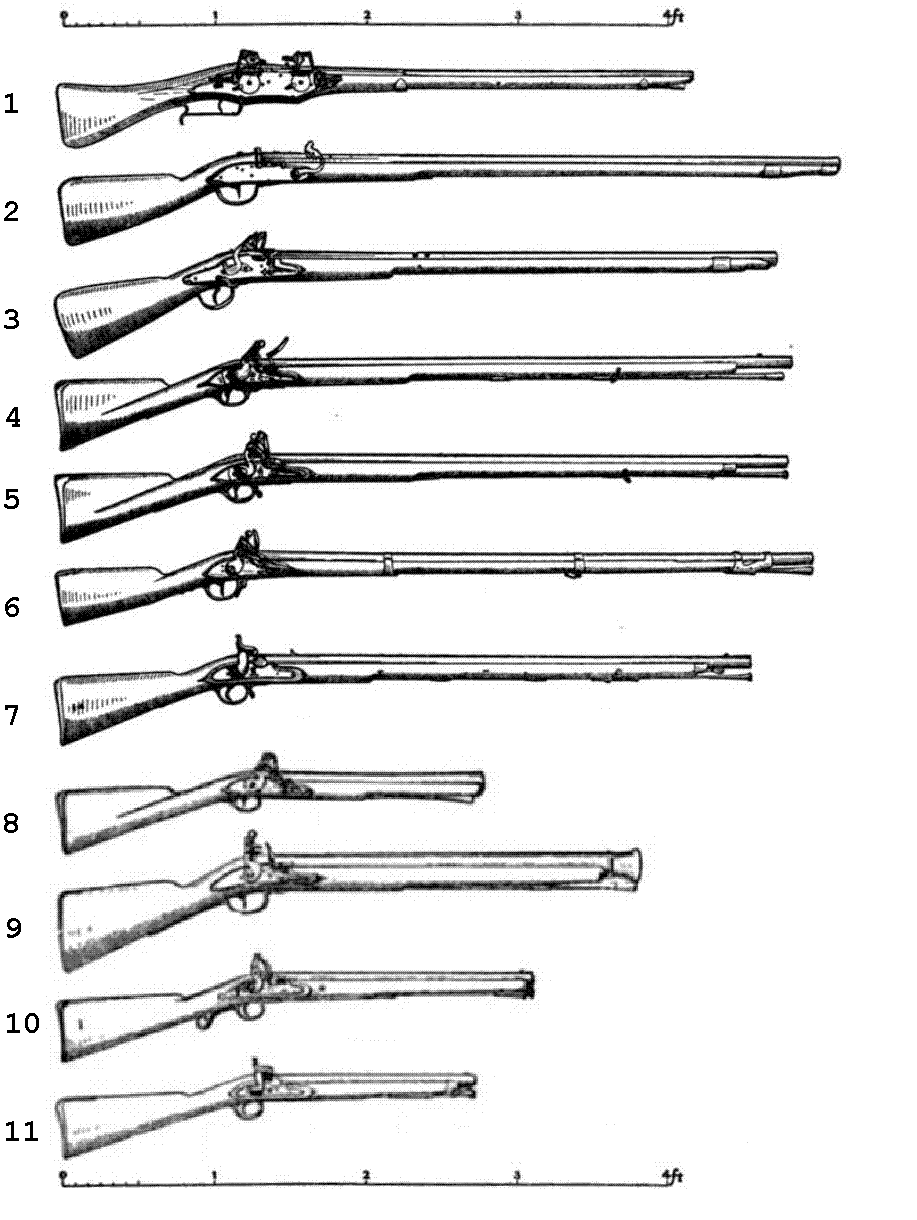
種類別の前装式小銃。8番目がブランダーバスもしくはマスケットーンに分類されるものである。 (Encyclopædia Britannica, 1910)

マスケットーン（英語: musketoon）は、散弾銃もしくはカービン銃として用いられる銃身の短いマスケット銃。口径は通常のマスケット銃と同じものもあれば、はるかに大きなものもあり、1.0 - 2.5インチ (25 – 63ミリメートル)と幅がある。主に海軍（特に海賊）や騎兵が用いた。

## 概要
マスケットーンは銃身が黄銅製もしくは鉄製で、点火機構はホイールロック式、フリントロック式、パーカッションロック式が用いられた。基本的にはマスケット銃と同様に肩で保持して射撃するが、重心が30センチメートル程度と短い分、馬や甲板の上のような不安定な場所でも自由に運用することができた。

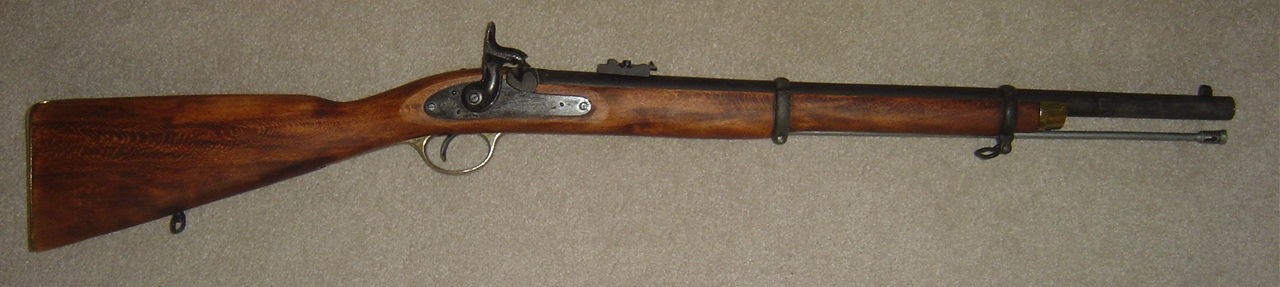
1861年式エンフィールドマスケットーンのレプリカ

弾薬には通常のマスケット銃の弾もしくは初期の散弾であるバック・アンド・ボールを使用した。大口径のマスケットーンには、一度に複数のバックショット（散弾実包）や拳銃弾（一般にマスケット銃弾より小さい）を装填し、散弾銃のように用いた。同じように散弾銃の走りとして使用されたブランダーバスと似ているため、一般メディアのみならず学術界でも混同がみられる。

## 運用
ナポレオン戦争期のイギリス騎兵は、パゲット・カービンと呼ばれる短く軽いマスケットーンを使用した。銃身は16インチでライフリングがなく、歩兵が用いた「ブラウン・ベス」やベイカー銃よりも馬上からの射撃に適していた。その後、24インチのライフリングを持つ1858年式エンフィールド銃や1861年式エンフィールド砲兵銃が騎兵銃として用いられた。他の欧州諸国でも、短銃身のカービン銃やマスケットーンが騎兵銃として用いられた。
アメリカ軍で用いられたマスケットーンとしては、1847年式スプリングフィールドマスケットーンが知られている。米墨戦争や南北戦争で騎兵銃として投入され、パインクリークの戦いで用いられたことや、アンドリュー・ジャクソン・スミス大佐がビッグ・メドース付近で使用したことでも知られている。